# David Tcherkasski
 (février 2021).
La mise en forme du texte ne suit pas les recommandations de Wikipédia : il faut le « wikifier ».
Les points d'amélioration suivants sont les cas les plus fréquents :
- Les titres sont pré-formatés par le logiciel. Ils ne sont ni en capitales, ni en gras.
- Le texte ne doit pas être écrit en capitales (les noms de famille non plus), ni en gras, ni en italique, ni en « petit »…
- Le gras n'est utilisé que pour surligner le titre de l'article dans l'introduction, une seule fois.
- L'italique est rarement utilisé : mots en langue étrangère, titres d'œuvres, noms de bateaux, etc.
- Les citations ne sont pas en italique mais en corps de texte normal. Elles sont entourées par des guillemets français : « et ».
- Les listes à puces sont à éviter, des paragraphes rédigés étant largement préférés. Les tableaux sont à réserver à la présentation de données structurées (résultats, etc.).
- Les appels de note de bas de page (petits chiffres en exposant, introduits par l'outil «  Source ») sont à placer entre la fin de phrase et le point final[comme ça].
- Les liens internes (vers d'autres articles de Wikipédia) sont à choisir avec parcimonie. Créez des liens vers des articles approfondissant le sujet. Les termes génériques sans rapport avec le sujet sont à éviter, ainsi que les répétitions de liens vers un même terme.
- Les liens externes sont à placer uniquement dans une section « Liens externes », à la fin de l'article. Ces liens sont à choisir avec parcimonie suivant les règles définies. Si un lien sert de source à l'article, son insertion dans le texte est à faire par les notes de bas de page.
- La présentation des références doit suivre les conventions bibliographiques. Il est recommandé d'utiliser les modèles {{Ouvrage}}, {{Chapitre}}, {{Article}}, {{Lien web}} et/ou {{Bibliographie}}. Le mode d'édition visuel peut mettre en forme automatiquement les références.
- Insérer une infobox (cadre d'informations à droite) n'est pas obligatoire pour parachever la mise en page.

Pour une aide détaillée, merci de consulter Aide:Wikification.
Si vous pensez que ces points ont été résolus, vous pouvez retirer ce bandeau et améliorer la mise en forme d'un autre article.
Pour les articles homonymes, voir Cherkassky.
David Tcherkasski (en russe : Давид Янович Черкасский) né en 1931 et mort le 30 octobre 2018, est un réalisateur et scénariste soviétique puis ukrainien. Il a réalisé plusieurs films d'animation pour le Kievnauchfilm.

## Biographie
David Tcherkasski est diplômé de l'Institut du génie de la construction de Kiev. Il a remarqué que les parents soviétiques prévoyaient que l'Union soviétique participerait à la guerre et ont donc déclaré la naissance de leurs enfants avec un certain retard pour différer leur mobilisation dans l'armée. Tcherkasski lors d'une interview a reconnu qu'il était né en 1931. Pendant la Seconde Guerre mondiale, lui et sa mère ont été évacués vers un village près de la ville russe de Chkalov (aujourd'hui Orenbourg).
David Tcherkasski était membre de l'équipe de gymnastes ukrainienne (RSS d'Ukraine) à partir de 50 ans et a continué jusqu'à 80 ans. Tcherkassky aimait le ski alpin.
Après la mort de Staline, Tcherkasski a découvert que sa famille d'origine était originaire de la petite ville de Chpola au centre de l'Ukraine et qu'il avait une famille nombreuse aux États-Unis. Son père était directeur de la typographie après la révolution et plus tard, il a été assistant du commissaire du peuple à la justice.

## Filmographie

### Réalisateur
- 1964 : Le Secret du roi noir (en russe : Тайна чёрного короля) avec Sergueï Lyaline
- 1967 : Colomb débarque sur le rivage (en russe : Колумб причаливает к берегу)
- 1969 : Passionné de mystère (en russe : Мистерия-буфф)
- 1970 : Histoires courtes (en russe : Короткие истории) avec Diogène de Sinope (en russe : Диоген из Синопа) et Comment Panurge noya dans la mer un marchand et ses béliers (en russe : Как Панург утопил в море купца и его баранов)
- 1971 : Le Sorcier Okh (en russe : Волшебник Ох)
- 1972 : Le Tour du monde involontaire (en russe : Вокруг света поневоле)
- 1974| : Adieu les Pharaons! (en russe : Прощайте, фараоны!) avec Vyacheslav Vinnik
- 1975 : Qu'est-ce que tu veux? (en russe : Какого рожна хочется?)
- 1979 : Les Aventures du capitaine Vrounguel (en russe : Приключения капитана Врунгеля)
- 1982 : Technique dangereuse n° 232 (en russe : Опасный прием ) dans la série Mèche (en russe : Фитиль) [4]
- 1983 : Ailes (en russe : Крылья)
- 1984-1985 : l'heptalogie Docteur Aïebobo (série télévisée) (en russe : Доктор Айболит)
  - 1er dessin animé :  Docteur Aïebobo et ses animaux (en russe : Доктор Айболит и его звери)
  - 2e dessin animé : Barmaley et les pirates des mers (en russe : Бармалей и морские пираты)
  - 3e dessin animé : Varvara - la méchante sœur d'Aïebobo (en russe : Варвара — злая сестра Айболита)
  - 4e dessin animé : Le plan maléfique de Barmaley (en russe : Коварный план Бармалея).
  - 5e dessin animé : Aïbobo à la rescousse (en russe : Айболит спешит на помощь)
  - 6e dessin animé : Le Crocodile et le Soleil (en russe : Крокодил и солнце»)
  - 7e dessin animé : Merci, Docteur ! (en russe : Спасибо, доктор!)
- 1987 : Beauté noire (en russe : Черный красавец) [5]
- 1988 : L'Île au trésor (en russe : Остров сокровищ)
- 1988 : Peter Pan (vidéo) (en russe : Петер Пэн (видсо))
- 1992 : Les Pâtes de la mort, ou l'erreur du professeur Bougensberg (en russe : Безумные макароны или Ошибка профессора Бугенсберга), le film n'était pas terminé
- 1995 : Retour sur l'île au trésor (en russe : Возвращение на остров сокровищ)

### Dessinateur
- 1961 : Les Aventures de Pertsa (en russe : Приключения Перца)[6]
- 1962 : Loups ivres (en russe : Пьяные волки)[7]
- 1962 : Le Compagnon de la reine (en russe : Спутница королевы) [8]
- 1963 : L'Œuf d'or (en russe : Золотое яичко)[9]
- 1963 : Agité, Miakich et Netak (en russe : Непоседа, Мякиш и Нетак)[10]
- 1963 : Le Lièvre et le hérisson (en russe : Заяц и ёж)[11]
- 1965 : Le Conte du tsarevitch et des trois médecins (en russe : Сказка о царевиче и трёх лекарях) [12]
- 1966 : Lettres de la boîte du radio (en russe : Буквы из ящика радиста)[13]
- 1967 : Comment les cosaques cuisinaient le koulitch (en russe : Как казаки кулеш варили) [14]
- 1967 : Colomb débarque sur le rivage (en russe : Колумб причаливает к берегу)[12]
- 1968 : L'Homme qui pouvait voler (en russe : Человек, который умел летать)[15]
- 1969 : Passionné de mystère (en russe : Мистерия-буфф)|[16]
- 1970 : Histoire courtes (en russe : Короткие истории)[17]
- 1971 : Sorcier Okh (en russe : Волшебник Ох)[18]
- 1973 : Comment les cosaques ont libéré les mariées (en russe : Как казаки невест выручали)[19]
- 1974 : Les Aventures de bébé Hippo (en russe : Приключения малыша Гиппопо)[19]

### Scénariste
- 1984-1985 : l'heptalogie Docteur Aïebobo (série télévisée)
  -  Docteur Aïebobo et ses animaux
  - Barmaley et les pirates des mers
  - Varvara - la méchante sœur d'Aïebobo
  - Le plan maléfique de Barmaley
  - Aïbobo à la rescousse
  - Le Crocodile et le Soleil
  - Merci, Docteur !
- 1988 : L'Île au trésor
- 1992 : Les Pâtes de la mort, ou l'erreur du professeur Bougensberg
- 1995 : Retour sur l'île au trésor

### Acteur
- 1988 : L'Île au trésor
- 2010 : L'Homme dans le cadre (en russe : Человек в кадре, série télévisée documentaire)
- 2011 : Îles (en russe : Острова, série télévisée documentaire)
- 2014 : Gueorgui Firtitch. Musique sans règles : contribution personnelle à ce documentaire

## Distinctions
- 9 novembre 1995 : Artiste émérite d'Ukraine[20]
- 22 aout 2002 : Ordre du Mérite, 3e classe [21]
- 7 septembre 2007 : Ordre du Mérite, 2e classe [22]
- 29 janvier 2010 : Artiste du peuple d'Ukraine [23]